# Estola cuneata
Estola cuneata är en skalbaggsart som beskrevs av Stefan von Breuning 1940. Estola cuneata ingår i släktet Estola och familjen långhorningar. Inga underarter finns listade i Catalogue of Life.